# Костас Кацураніс
Костас Кацураніс (грец. Δημήτρης Σαλπιγγίδης; нар. 21 червня 1979, Патри, Греція) — колишній грецький футболіст, півзахисник. Чемпіон Європи 2004 року у складі збірної Греції.

## Спортивна кар'єра
Костас Кацураніс почав футбольну кар'єру 1999 року, у віці 17 років, у складі клубу «Панахаікі» рідного міста Патри в сезоні 1996/97 грецького чемпіонату. Надалі за «Панахаікі» провів шість сезонів, з третього за рахунком сезону був гравцем основного складу. Після завершення строку дії контракту з «Панахаікі» Кацураніс почав переговори про перехід в «Панатінаїкос». Однак португальський тренер Фернанду Сантуш, його майбутній тренер в АЕКу і «Бенфіці», що на той час працював у «Панатінаїкосі», волів укласти контракт зі своїм співвітчизником Карлушем Шаінью, знайомим тренеру за попередньою роботою в «Порту». Таким чином, трансфер Кацураніса в цей клуб зірвався.

### АЕК
Потім до футболіста виявив цікавість інший грецький гранд з Пірея — «Олімпіакос». Переговори з віце-президентом клубу Йоргосом Луварісом наближалися до успішного завершення, коли Луваріс попросив Кацураніса відкласти ухвалення остаточного рішення до повернення з ділової поїздки до США президента клубу Сократіса Коккаліса. Ситуацією скористався тодішній президент афінського АЕКа Хрисостомос Псоміадіс і переконав успішного півзахисника підписати трирічний контракт з АЕКом. Виходячи спочатку на заміну, Кацураніс показував вражаючу гру і незабаром став важливою частиною свого нового клубу. Він продовжував прогресувати і швидко став одним з провідних гравців основи.

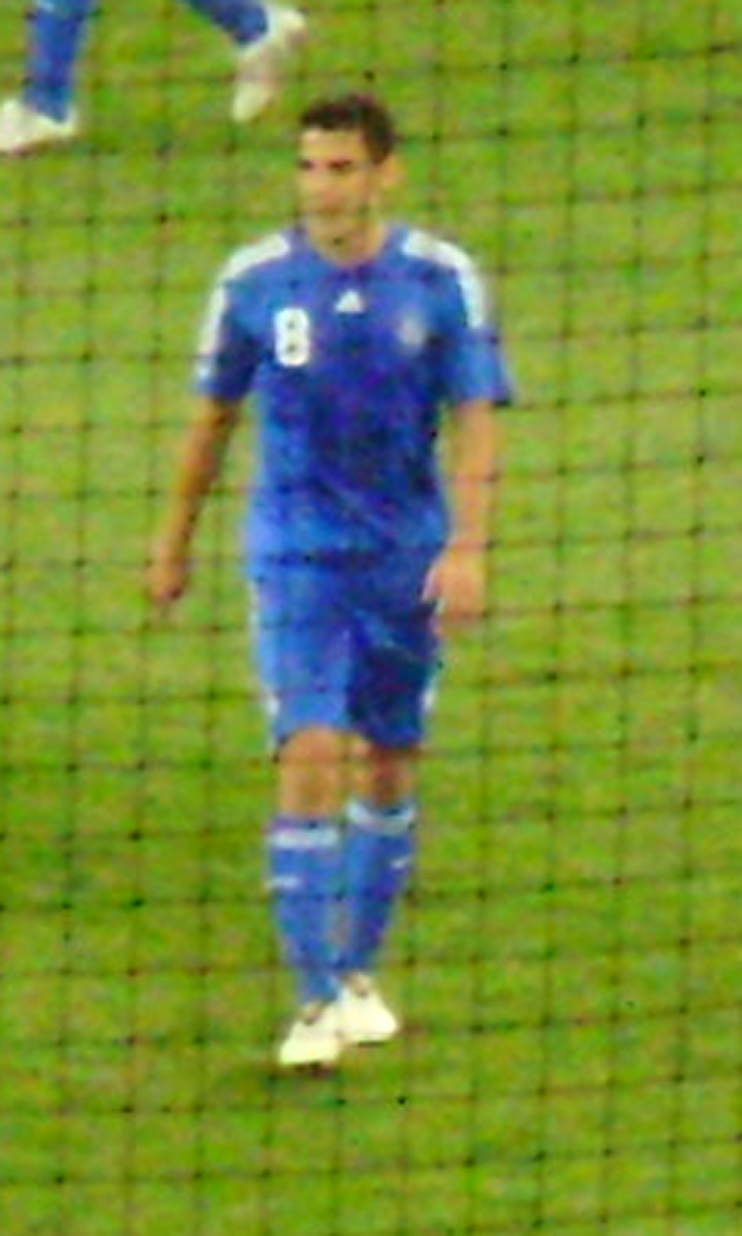
Костас Кацураніс у 2008 році

Сезон 2004/05 Грецької Суперліги став одним із найкращих в кар'єрі Кацураніса в АЕКу — він забив 12 м'ячів, граючи на позиції опорного півзахисника, ведучи разом з клубом боротьбу за чемпіонський титул. АЕК фінішував третім, хоча багато хто очікував від клубу лише місця в середині таблиці. До Костаса виявляв інтерес німецький «Вердер», але він разом з президентом клубу Демісом Ніколаїдіс вирішили відхилити цю пропозицію. У сезоні 2005/06 року афінський клуб фінішував у чемпіонаті країни на другому місці і завоював місце в Лізі чемпіонів УЄФА. В кінці сезону тренер АЕКа Фернанду Сантуш повернувся на батьківщину і Кацураніс виявив бажання піти за ним і продовжити кар'єру за кордоном, уклавши контракт з португальською «Бенфікою», яку очолив Сантуш. Сума трансферу склала близько 2 мільйонів євро.

### «Бенфіка»
Кацураніс підписав чотирирічний контракт з португальським клубом 23 червня 2006 року. Роком раніше в «Бенфіці» опинився інший грецький футболіст — Георгіос Карагуніс. Прибувши в червні, Кацураніс заявив журналістам: «Навіть якщо б Фернанду Сантуша або Карагуніса не було в клубі, я все одно б прийшов у клуб. „Бенфіка“ для мене — один з провідних клубів Європи і вона довела це в Лізі чемпіонів. Я тут, щоб добиватися таких самих високих цілей, перехід у „Бенфіку“ також допоможе мені в кар'єрі у збірній.»
У першому в його кар'єрі дербі з португальським «Порту» Кацураніс ударом головою після розіграшу кутового відкрив рахунок своїм забитим м'ячем. Незабаром в одному з матчів ліги він забив другий гол за «Бенфіку». Так Костас Кацураніс швидко став ключовим для команди гравцем, забив кілька важливих голів і в деяких матчах був капітаном команди. Він довів, що є одним із найкращих новачків португальського чемпіонату, провівши в сезоні 2006/07 28 матчів ліги і забив в них 6 м'ячів. Незважаючи на інтерес, проявлений у міжсезонні до гравця такими клубами, як «Валенсія», «Вердер», «Тоттенгем», а також «Ювентусом», 14 вересня 2007 Костас Кацураніс продовжив контракт з «Бенфікою» ще на два сезони.
У січні 2008 року в матчі проти «Віторії» із Сетубала у Кацураніса сталася сварка з товаришем по команді Луїзао. Конфлікт виник після неточного пасу Кацураніса, через який Луїзао був змушений переривати атаку, вже заволодівши м'ячем суперника, з порушенням правил. Луїзао отримав жовту картку, після чого став відкрито висловлювати претензії до Кацураніса, який відповів в тій же манері. Справа мало не дійшло до бійки, але гравців розняли товариші по команді. Обох гравців негайно замінили і надалі усунули від ігор. Пізніше і Кацураніс, і Луїзао принесли один одному публічні вибачення.
2 березня 2009 року Кацураніс визнаний гравцем року «Бенфіки» номер 1.

### «Панатінаїкос»
Кацураніс підписав чотирирічний контракт із грецьким багатолітнім чемпіоном «Панатінаїкосом», за який вболівав з самого дитинства, 1 липня 2009 року. Свій перший гол у складі клубу він забив у ворота празької «Спарти» у поєдинку в Лізі чемпіонів УЄФА. У національному першому футбольному дивізіоні Альфа Етнікі перший гол Кацураніс забив команді «Ксанті» у другому турі сезону 2009-10. Загалом футболіст Кацураніс забив 8 голів у сезоні та запорукою чемпіонства клубу.

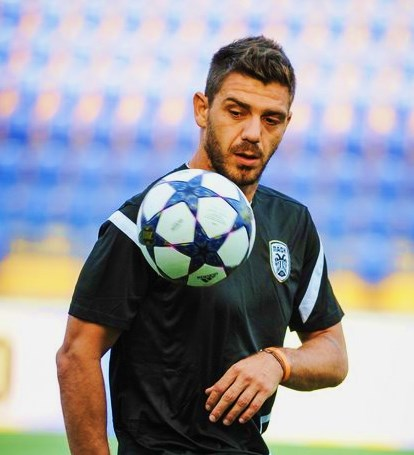
Костас Кацураніс під час виступів за ПАОК. 7 серпня 2013 року.

### ПАОК
14 грудня 2012 року гравець перейшов у ПАОК на правах вільного агента. Контракт підписаний строком на 1,5 року. 24 січня він забив свій перший гол за ПАОК в Кубку Греції проти «Кіллітеї». 3 березня 2013 року Кацураніс забив свій перший гол в грецькій Суперлізі за ПАОК матчі проти «Паніоніоса». Він сформував сильну пару в центрі оборони з Гордоном Шильденфельд. 27 серпня 2013 року Кацураніс забив «Шальке 04» в кваліфікації Ліги чемпіонів, проте його команда програла 2:3 і не потрапила в груповий етап.
У сезоні 2013-14 він був призначений віце-капітаном клубу за Дімітрісом Салпінгідісом, який був її капітаном. 27 лютого 2014 року він був видалений на 69-й хвилині матчу Ліги Європи проти «Бенфіки» (0:3), і під час уходу з поля він отримав овації від шанувальників «Бенфіки» в знак визнання за сезони, які він провів з португальською командою.

### «Пуна Сіті»
У вересні 2014 року Кацураніс підписав контракт з індійським клубом «Пуна Сіті», де вже виступали такі зірки як Бруно Чирілло і Давид Трезеге, а тренував клуб італійський тренер Франко Коломба. Кацураніс став першим капітаном в історії команди і зіграв перший проти «Делі Дайнамос» (0:0). У матчі проти «Гоа» Кацураніс забив свій перший гол за клуб і допоміг своїй команді виграти 2:0. Костас створив дует з голландцем Джоном Глоссенсм і забив красивий гол у виїзному матчі в проти «Атлетіко Калькутти» (3:1), який згодом був визнаний найкращим голом в індійській Суперлізі 2014 року.
В підсумку за клуб грек провів 14 матчів і забив 4 голи у сезоні.

### «Атромітос»
26 грудня 2014 року Кацураніс підписав контракт на шість місяців з «Атромітосом» з можливістю пролонгації ще на один рік. 3 січня 2015 року  зіграв перший матч з новим клубом вдома проти «Каллоні». Всього до кінця сезону гравець зіграв 22 матчі однак, афінський клуб вирішив не продовжувати контракт напередодні наступного сезону.

### «Гейдельберг Юнайтед»
15 вересня 2015 року підписав контракт з австралійським клубом «Гейдельберг Юнайтед» на один матч, з можливістю продовжити його, якщо вони зможуть виграти свій наступний матч на Кубок ФФА. Проте команда розгромно поступилась клубу «Мельбурн Сіті» і 29 вересня 2015 року Кацураніс офіційно оголосив про свій відхід з професійного футболу.

### Гра у збірній
За національну футбольну збірну Греції грає з 2003 року. Дебютував у складі національної збірної 20 серпня 2003 року в матчі з командою Швеції. Перший гол за збірну провів у ворота збірної Казахстану у відбірковому матчі чемпіонату світу 2006 року.

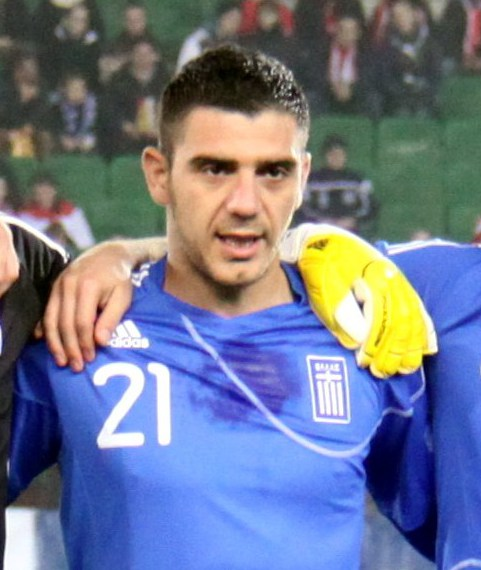
Костас Кацураніс у складі збірної. 17 листопада 2010 року.

Кацураніс був одним з ключових гравців, що привели збірну до тріумфу на Чемпіонаті Європи 2004 року. Після цього успіху Кацураніс став основним гравцем збірної у відбірковому циклі чемпіонату світу 2006 року, що завершився для команди невдачею. Кацураніс став одним з найсильніших гравців Греції в кваліфікаційних матчах на Євро-2008, в яких він допоміг Греції вийти у фінальну частину і отримати шанс відстояти чемпіонський титул. У кількох матчах Кацураніс виводив збірну на поле як капітан команди.
У відбірковому турнірі до світової першості 2010 року провів всі матчі за винятком домашньої зустрічі з командою Ліхтенштейну. Учасник Чемпіонату світу 2010 року в ПАР, проте жодним влучним ударом не відзначився.
17 жовтня 2012 року Кацураніс провів свій 100-й матч у футболці національної збірної Греції у грі зі Словаччиною (1:0) у Братиславі, ставши лише четвертим з гравців в історії Греції, кому підкорився цей рекорд.
Виняткові характеристики лідера Костаса поряд з досвідом і величезним впливом на поле дозволили йому бути капітаном збірної Греції на чемпіонаті світу 2014 року, замінивши багаторічного капітана команди, ветерана Йоргоса Карагуніса, що завершив виступи у віці 37 років. 19 червня 2014 року Кацураніс на турнірі став першим грецьким гравцем в історії чемпіонату світу, що отримав червону картку. Він був вилучений на 38-й хвилині матчу групового етапу проти Японії за дві жовті картки.
Після жеребкування відбору до Євро-2016, Кацураніс заявив, що він упевнений у досягненні фінальної стадії через відсутність «важковаговиків» в своїй відбірковій групі. Тим не менше Греція закінчила кваліфікацію на останньому місці відбіркової групи, перемігши лише один раз.
Всього протягом 2003—2015 років Кацураніс провів 116 матчів за збірну і забив 10 голів.

## Досягнення
Командні
- Чемпіон Європи: 2004
- Володар Кубка португальської ліги: 2008/09
- Чемпіон Греції: 2009/10
- Володар Кубка Греції: 2009/10

Особисті
- Футболіст року в Греції: 2005